# Pierre Gaillardot
Pierre Gaillardot, né à Saint-Florentin (Yonne) le 2 août 1910 et mort à Saint-Savin (Gironde) le 28 juin 2002, est un peintre figuratif français de la nouvelle école de Paris aux origines bourguignonnes. Il a représenté surtout des vignobles et des vignerons ainsi que des courses de chevaux pour avoir vécu et travaillé souvent à Deauville.

## Œuvre
D'un style plutôt expressionniste, ses peintures à l'huile se différenciaient de ses aquarelles, très caractéristiques de son époque. Sa représentation stylisée des courses de chevaux traduit parfaitement le mouvement rapide d'un groupe de cavaliers.
Au salon parisien "Comparaisons", il exposait dans le groupe de peintres constitué par Rodolphe Caillaux.
En 1966, il obtient le "prix Pierre Puvis de Chavannes, attribué par le comité de la Société nationale des beaux-arts et la Ville de Paris. Une exposition rétrospective de ses œuvres a été organisée au Musée d'art moderne de la ville de Paris en 1967.

## Expositions
- Le pétrole vu par 100 peintres , Musée Galliera, Paris, octobre 1959 ; œuvre présentée : Ravitaillement des bateaux de plaisance.
- 1er Salon Biarritz - San Sebastián : École de Paris, peinture, sculpture, casino de Biarritz et Musée San Telmo, Saint-Sébastien (Espagne), juillet-septembre 1965.